# Aeroporto de Santa Maria (Açores)
O Aeroporto de Santa Maria (código IATA: SMA, código OACI: LPAZ) é um aeroporto civil localizado na freguesia da Vila do Porto, concelho da Vila do Porto, na ilha de Santa Maria, nos Açores. Com três pistas, tem umas das pistas mais extensa de entre as do arquipélago, com 3 048 metros de comprimento, ficando à sua frente a pista do Aeroporto Internacional das Lajes, na Ilha Terceira.
Neste aeroporto está instalado o centro de operações de controlo de tráfego aéreo na FIR Oceânica de Santa Maria.

## História

### Antecedentes
No contexto da Segunda Guerra Mundial, em julho de 1941 uma missão portuguesa sob o comando do coronel engenheiro Hermínio José de Sousa Serrano, integrada pelo coronel do C.E.M. Frederico Lopes da Silva e pelo major da Aeronáutica, Fernando Tártaro, visitou Santa Maria para estudar a possível localização de um campo de aviação, tendo se optado pelo planalto a sudoeste do Pico de Maria Dias. Decorridos três anos, técnicos da Pan American Airways Inc. chegaram à ilha, concluindo que o local escolhido seria ótimo para o efeito. Tinham em vista a sua utilização para fins militares, em complemento à Base Aérea das Lajes, em operação na ilha Terceira, visando a proteção dos comboios marítimos de transporte de material bélico entre os EUA e o porto de Murmansk, na então União Soviética, afundados nas águas dos Açores pelos U-Boot da Alemanha Nazi.
A memória descritiva do ante-projeto então encaminhado à apreciação de António de Oliveira Salazar, fazia a comparação entre um aeroporto inter-insular e um aeroporto transoceânico. O primeiro teria um custo estimado em USD 1 685 000, e o segundo, USD 5 126 000.
Perante as dúvidas suscitadas, a Pan American enviou correspondência ao Governo português, datada de 24 de julho de 1944, onde estipulava um custo de USD 3 130 000 para os trabalhos a contratar com o Governo, assim definidos:
- Construção de dois molhes no porto;
- Alargamento da área do cais e prolongamento da rampa;
- Melhoramentos da estrada, curvas e pontes;
- Construção da estrada para o aeródromo;
- Construção de três pistas, duas com 2 000 x 50 metros e uma com 1 400 x 50 metros, com uma área total de 270 000 metros quadrados;
- Plataforma de estacionamento de aeronaves com 150 x 50 metros;
- Torre de Comando e edifício da estação;
- Redes de abastecimento de águas e esgotos.

### Período Militar (1944-1946)
Enquanto o projeto final estava ainda em preparação, o Departamento de Defesa português autorizou a imediata execução dos primeiros trabalhos, iniciados pela construção de uma pista de serviço para as aeronaves a vir da Base Aérea das Lajes, transportando pessoal técnico e equipamentos. Encarregou-se dessa tarefa o Tenente de Engenharia Correia de Sousa que, em quatro ou cindo dias, com pouco mais de quarenta trabalhadores, a concluiu.
A 7 de agosto de 1944, pelas 14h15, aterrava a primeira aeronave nessa pista, um Douglas C-47 Skytrain (Dakota C-47) da USAF, transportando materiais e pão vindos da Terceira, e descolando uma hora mais tarde.
O grupo estadunidense prolongou a pista de serviço em mais 200 metros e, a 15 de novembro de 1944, foi concluída uma nova pista de serviço com as dimensões de 1 350 x 50 metros, que esteve em operação até 14 de maio de 1945.
Finalmente, a 28 de novembro de 1944 foi assinado um acordo com o Governo dos Estados Unidos, concedendo-lhe facilidades em Santa Maria em condições semelhantes às da Base das Lajes, visando a utilização do aeroporto por aviões que fossem ou retornassem da Guerra do Pacífico, e mesmo por outras aeronaves que não pudessem aterrar na Terceira devido às más condições climatéricas.
A 14 de dezembro foi assinado o acordo entre a Pan American e o Governo português, e, em fins desse mesmo mês, já estavam instalados os equipamentos de radiofarol e rádio orientador. Já se encontravam então em construção os edifícios das operações e o do terminal de passageiros, as pistas nº 2 e nº 3 e a plataforma de estacionamento de aeronaves. Por esta altura, estavam em atividade cerca de três mil trabalhadores: dois mil estadunidenses, seiscentos micaelenses e quatrocentos marienses, números que continuarias a aumentar até cerca de três mil trabalhadores estadunidenses e mil açorianos de todas as ilhas.
Enquanto isso, Vila do Porto viu o seu porto ampliado para receber batelões com os equipamentos necessários às obras de infraestrutura, assim como instalados os equipamentos de uma estação elevatória de combustível para aviação.
Complementarmente foram erguidas estruturas de apoio diversas tais como:
- infraestruturas aeroportuárias;
- rede viária;
- saneamento básico (rede de água e esgotos);
- bairro habitacional;
- equipamentos sociais (hotel, ginásio, Igreja de Nossa Senhora do Ar, cineteatro com lotação para mil pessoas, e um hospital no lugar de Santana, com cem leitos, para apoio aos feridos em evacuação do teatro de guerra na Europa.

Em 11 de julho de 1945 aterrou em Santa Maria o primeiro avião de bandeira portuguesa, um bimotor Avro Anson Mk I da Base Aérea nº 4 e, a 24 do mesmo mês, um C-54 "Skymaster" com diversas autoridades portuguesas e estadunidenses, que visitaram todas as instalações, e inauguraram o aeródromo oficialmente a 26 de Julho.
O aeródromo foi operado como uma base aérea logística dos Estados Unidos até ao final do conflito, quando chegou a contar com 500 aeronaves estacionadas em trânsito.

### Período Civil
Os acordos estabelecidos durante o conflito pelo Governo português com o da Grã-Bretanha e o dos Estados Unidos, e que permitiam a estas a utilização de facilidades nos aeródromos das Lajes e de Santa Maria cessaram em 2 de junho de 1946, passando ambos a serem administrados por Portugal. Pelo Decreto-lei nº 35 736, de 5 de julho de 1946 o Aeroporto de Santa Maria passou para a superintendência do Secretariado da Aeronáutica Civil, que veio a ser substituído pela Direcção Geral de Aeronáutica Civil (DGAC). Após receber melhoramentos nas pistas, área de estacionamento e instalações do terminal, a inspeção para efeitos de certificação do tráfego civil foi feita pelo Tenente-coronel Humberto Delgado, então Diretor Geral da Aeronáutica Civil, a 21 de setembro. A primeira aeronave a aterrar na pista recém-inspecionada foi um Boeing 377 Stratocruiser da PanAm, na rota Nova Iorque - Leopoldville, com escala em Lisboa, no dia 29 de outubro de 1946.
Com a certificação do aeroporto para o tráfego aéreo civil, Santa Maria foi escolhida para sediar o centro de controlo de tráfego aéreo da região do Atlântico Norte sob a responsabilidade de Portugal, pela "Provisional International Civil Aviation Organization" (PICAO), no primeiro semestre de 1946. Nesse período, no campo das telecomunicações, pela ausência de cabo coaxial ligando os Estados Unidos à Europa, Santa Maria tornou-se um importante centro internacional de comunicações.
O Aeroporto Internacional de Santa Maria foi reinaugurado oficialmente a 28 de novembro de 1946. Foram ainda aproveitadas e ampliadas as infraestruturas existentes, tendo o núcleo habitacional ficado a cargo do arquiteto Francisco Keil do Amaral, que procurou manter as características existentes.
Em 13 de janeiro de 1947 foi empossado como primeiro diretor do Aeroporto o tenente-aviador Henrique Owen Pinto de Barros da Costa Pessoa.
A SATA promoveu o seu voo inaugural entre São Miguel e Santa Maria a 9 de Junho de 1947, com o Beechcraft D18S CS-TAA "Açor".
Entre meados da década de 1940 e meados da década de 1970 - período áureo de sua história -, o aeroporto teve um papel central nas ligações aéreas através do Atlântico e a economia da ilha ficou dependente, quase em absoluto, das actividades a ele ligadas, primeiro à sua construção, para a qual se deslocaram algumas centenas de trabalhadores da vizinha ilha de São Miguel e de outras ilhas do arquipélago, e, depois, da prestação de serviços ligados ao seu funcionamento e ao centro de controlo do tráfego aéreo no nordeste do Atlântico, que entretanto se instalou na ilha. Foi, nesse período, a única porta de saída por via aérea dos Açores.
Serviu de destino, escala de trânsito e técnica para voos intercontinentais de e para a Europa, Américas do Norte, Central e Sul, bem assim como para as Caraíbas, para as principais companhias de aviação da época, entre as quais se destacaram:

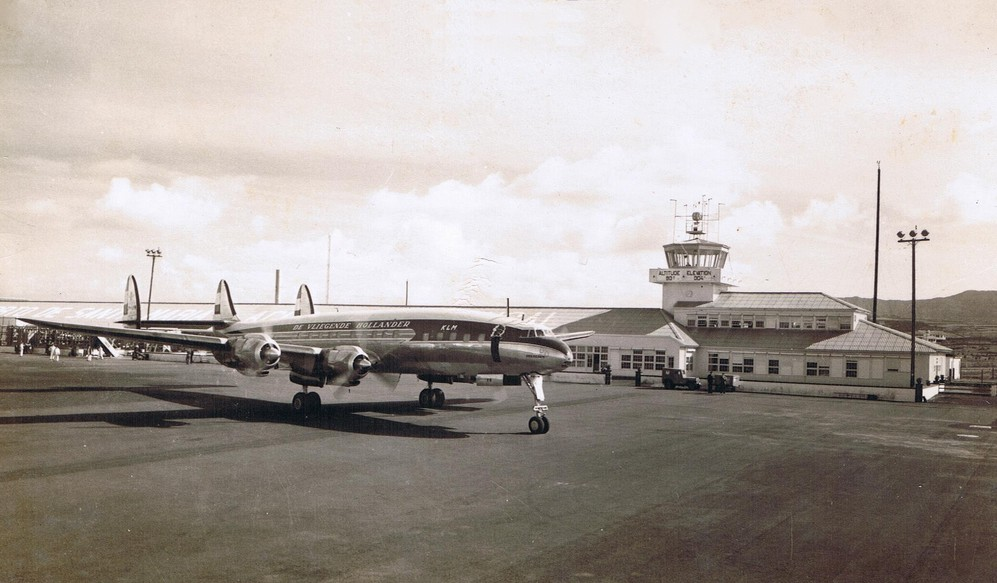
Um Lockheed Constellation da KLM (L-1049C) em escala em Santa Maria.

- Aeroflot - começou a fazer escala em Santa Maria, nos voos para Cuba, na década de 1960[10]
- Aeroméxico
- Air France - começou a fazer escala em Santa Maria em 1948[10]
- Avianca
- British Airways
- Canadian Pacific Air Lines
- Iberia
- LTU International
- Lufthansa
- KLM - a primeira a estabelecer uma linha aérea para Nova Iorque, com escala em Santa Maria (21 de maio de 1946)[10]
- Pan American World Airways - começou a fazer escala em Santa Maria em 1947[10]
- Panair do Brasil
- Surinam Airways
- Swissair - começou a fazer escala em Santa Maria em 1954[10]
- Trans World Airlines

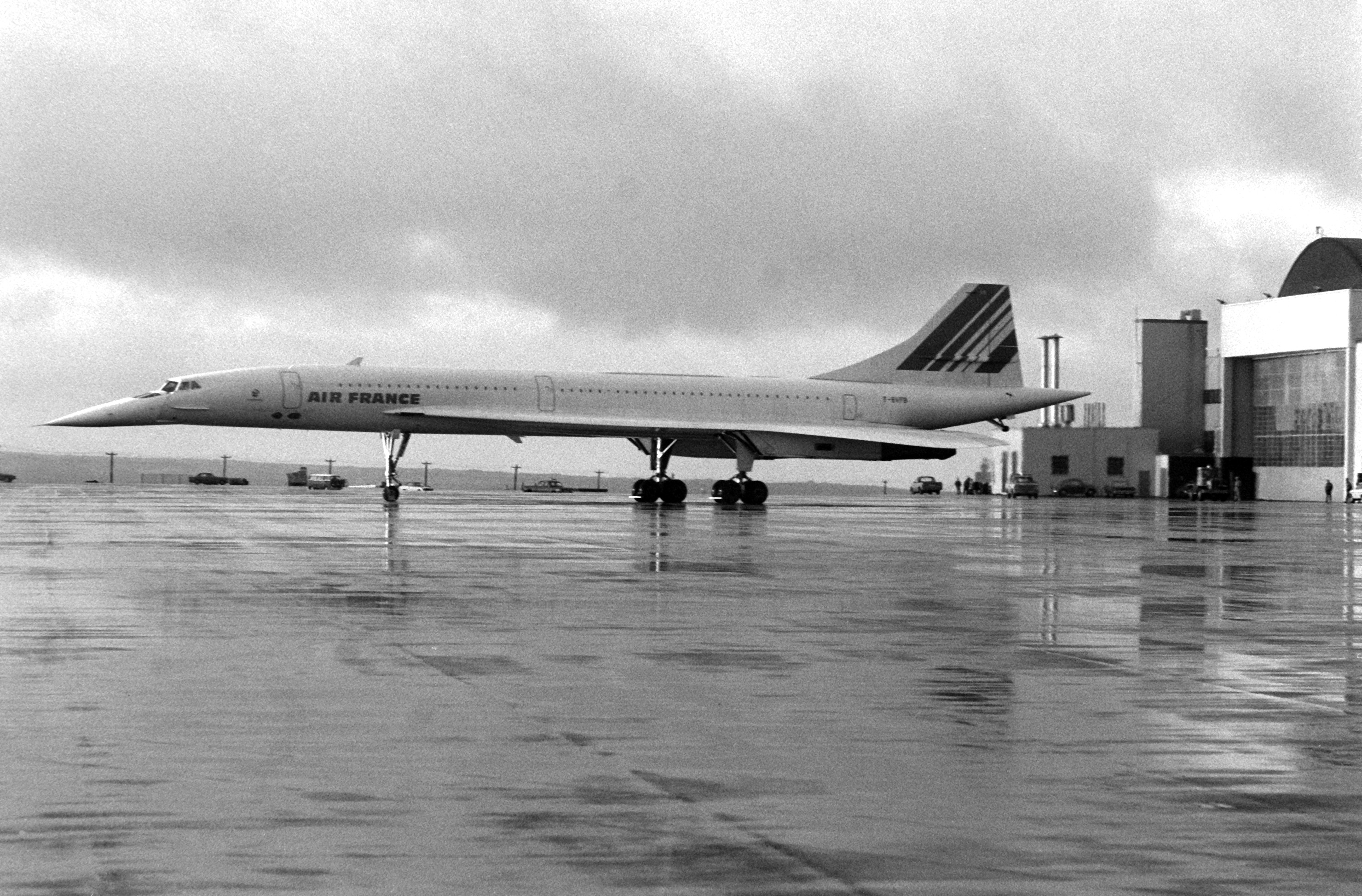
Uma aeronave Concorde, da Air France (1977).

A Transportes Aéreos Portugueses (TAP) passou a fazer escala neste aeroporto em 7 de Dezembro de 1962, daqui iniciando voos para Nova Iorque (24 de Abril de 1969) e Montreal (8 de Maio de 1971).
Entre a década de 1970 e a de 1980, com a introdução dos aviões a jato na aviação comercial, o consequente aumento na autonomia dos voos, e a assinatura de acordos bilaterais entre governos acerca do número de aeroportos servidos pelas companhias representantes de casa país, (nomeadamente entre os governos de Portugal, dos Estados Unidos e do Canadá), registou-se uma redução considerável no número de companhias aéreas internacionais que usavam o Aeroporto de Santa Maria. Destacou-se ainda assim a escala, pela primeira vez a 9 de abril de 1976, do supersónico Concorde, da Air France, para reabastecimento em seus voos na rota Paris - Caracas.
Em 31 de dezembro de 1977 a Direcção Geral da Aeronáutica Civil transferiu a exploração do aeroporto para a ANA.EP, a partir de 1 de janeiro de 1978 até aos nossos dias.
Pela Resolução nº 36/80 do Governo Regional dos Açores, que definiu a Política Aérea da região autonómica, optou-se pela utilização da Base Aérea das Lajes como porta de entrada e saída dos voos intercontinentais regulares do arquipélago, reservando para Santa Maria as "funções de aeroporto alternativo e também para as escalas técnicas", e as de aeroporto doméstico que mantém até aos nossos dias.
A secundarização do Aeroporto de Santa Maria no cenário regional provocou de imediato uma onda de protestos. A 4 de maio do mesmo ano, a demissão da Câmara Municipal de Vila do Porto, e uma grande manifestação popular a 22 de maio, designada como "Jornada de Luta".
Santa Maria manteve, entretanto, o Controlo do Espaço Aéreo ("Air Traffic Control") da região de informação de voo ("Flight Information Region") do Atlântico Norte, constituindo-se num dos vértices do triângulo da FIR Oceânica de Santa Maria, sob responsabilidade da Navegação Aérea de Portugal, preservando o seu papel estratégico na segurança da navegação aérea, tanto civil quanto militar.
No início do século XXI, no contexto da Guerra ao Terror, foi utilizado como escala técnica para voos de transporte de prisioneiros políticos pelos Estados Unidos, nomeadamente um em novembro de 2003, que teve como destino a Base Naval da Baía de Guantánamo, em Cuba, onde se localiza a Prisão de Guantánamo, onde são concentrados - em regime de isolamento total - quase todos os elementos capturados no Afeganistão e no Iraque, acusados de pertencerem às redes terroristas da Al-Qaeda e de Osama bin Laden. Posteriormente uma lista do Eurocontrol, entidade que controla o tráfego aéreo na União Europeia, indicou a escala em Santa Maria de três voos para Guantanamo, no período de 2002 a 2005.

## Estatísticas
Ver a consulta original do Wikidata.

## Desastres aéreos em Santa Maria
Embora não se registem desastres aéreos envolvendo o aeroporto, a ilha regista os seguintes desastres:
- Após ter descolado da pista do aeroporto de São Miguel rumo ao de Santa Maria, o Beechcraft D18S CS-TAA "Açor" da SATA Air Açores despenhou-se no mar, em 5 de Agosto de 1948, pelas dez horas da manhã. Os dois tripulantes (comandante e mecânico) e os quatro passageiros a bordo pereceram, e a carga foi perdida.[20]
- No mesmo ano (1948) ou no ano seguinte (1949) registou-se o chamado "desastre da Lapa" (freguesia de Santo Espírito) tendo perdido a vida todos os tripulantes de uma aeronave.[21]
- Um Piper Aztec do Paquistão, em 5 de outubro de 1964, colidiu com o Pico Alto, perecendo o piloto e o copiloto.[21]
- Uma aeronave de passageiros Boeing 707-331B,[22] a 8 de fevereiro de 1989 pelas 13h30 (hora local), também colidiu com o Pico Alto. Pereceram 137 passageiros e 7 membros da tripulação, no que se constituiu, à época, no "o maior desastre aéreo ocorrido em território nacional".[23]

## Informações técnicas e ajudas rádio à navegação
A área aproximada do aeroporto é de 500 hectares. Possui três pistas em forma de um "A", a maior com 3 048 metros de extensão (em concreto), uma com 1 830 metros e outra com 1 324 metros, ambas em asfalto, hoje desativadas. A largura das pistas é de 60 metros.
Frequência ID Tipo Notas
- 119 100 MHz APP COM
- 118 100 MHz TWR COM
- 131 500 MHz — FSS Operações SATA
- 110 300 MHz MA ILS Pista 18
- 113 700 MHz VSM VOR/DME
- 323 kHz SMA NDB
- 240 kHz STA NDB